# Ivan Tkatjenko
Ivan Leonidovitj  Tkatjenko, född 9 november 1979 i Jaroslavl, Ryska SFSR, Sovjetunionen
, död 7 september 2011 utanför Jaroslavl, Ryssland, var en rysk professionell ishockeyspelare.Tkatjenko spelade senast för Lokomotiv Jaroslavl i KHL, för vilka han gjorde i tio säsonger. Han spelade tidigare i Neftechimik Nizjnekamsk.
Tkatjenko valdes i fjärde rundan som 98:e spelare totalt i NHL Entry Draft 2002 av Columbus Blue Jackets.

## Död
Tkatjenko var den 7 september 2011 ombord på ett passagerarflygplan som kraschade i staden Jaroslavl klockan 16:05 MSK under en flygning mellan Yaroslavl-Tunoshna Airport (IAR) och Minsk-1 International Airport (MHP). Hans lag Lokomotiv Jaroslavl var på väg till en bortamatch i Minsk. Efter att planet lyfte från flygplatsen kunde det inte nå tillräckligt hög höjd och kraschade in i en ledning innan det störtade i floden Volga.